# 徐爰
徐爰（じょ えん、394年 - 475年）は、南朝宋の官僚・軍略家・歴史家。もとの名は瑗。字は長玉。本貫は南琅邪郡開陽県。

## 経歴
はじめ東晋の琅邪王大司馬府中典軍となり、北伐に従軍した。細事の判断が理にかなっていたため、劉裕に知られるようになった。劉義符が宋の皇太子となると、徐爰は太子に近侍して仕えた。文帝が即位すると、治吏を歴任して、殿中侍御史に上った。元嘉12年（435年）、南台侍御史に転じ、始興王劉濬の下で後軍行参軍をつとめた。後に皇太子劉劭に近侍して、員外散騎侍郎の位を受けた。文帝が兵を起こすたびに、徐爰は軍略を献策した。元嘉29年（452年）、王玄謨らが北伐すると、徐爰は500人を率いて従軍し、碻磝に達した。徐爰は文帝の命令を預かっており、時に応じてこれを布告した。
元嘉30年（453年）、劉劭が文帝を殺害すると、武陵王劉駿は劉劭を討つべく新亭に進出した。江夏王劉義恭が南方に逃亡したとき、徐爰は建康の宮殿内にいたが、劉義恭を追うと称して劉劭のもとを離れ、やはり南方に逃亡した。劉駿（孝武帝）が即位すると、軍府の序列や朝廷の典章制度に通じた人物が徐爰のほかにおらず、そうした方面で重用された。太常丞を兼ね、儀注の撰立にあたった。
孝建初年、徐爰は尚書水部郎に任じられ、殿中郎に転じ、右丞を兼ねた。孝建3年（456年）、孝武帝が北魏の辺境侵攻に対する防御策を群臣たちに諮問すると、徐爰は小城の警告に方鎮が即応できる体制を築くよう求め、堅壁清野策を否定して兵農一致による農業経営を論じ、攻勢が防御に勝ることを説いた。ほどなく徐爰は正式に尚書右丞となり、尚書左丞に転じた。大明6年（462年）、著作郎を兼ね、元嘉年間に何承天のはじめた国史編纂事業を完結させるよう命じられた。大明7年（463年）、徐爰は游撃将軍の号を受けた。この年、孝武帝が南巡すると、徐爰は本官のまま尚書左丞を代行した。孝武帝が建康に帰ると、尚書左丞の職務を解かれた。大明8年（464年）、再び尚書左丞を兼ねた。孝武帝が死去すると、景寧陵が造営されたが、徐爰は本官のまま将作大匠を兼ねた。前廃帝の下で多くの人々が罪に落とされて処刑されたが、徐爰は前廃帝にへつらって災いが及ぶのを免れた。景和元年（465年）、徐爰は黄門侍郎となり、射声校尉・著作郎を兼ね、呉平県子に封じられた。前廃帝に気に入られ、帝が出行するたびに、徐爰は沈慶之や山陰公主らとともに車に同乗した。
前廃帝が殺害されて明帝が即位すると、徐爰は封を削られ、黄門侍郎のまま長水校尉・尚書左丞を兼ねた。泰始2年（466年）、太中大夫の位を受けた。泰始3年（467年）、前廃帝にへつらったことが罪に問われて、交州に流された。徐爰が出発すると、明帝は徐爰の罪を赦して広州の1郡を任せようと、宋隆郡太守に任じる内命を下した。しかし徐爰はすでに交州に到着していて、明帝の命はなかなか届かなかった。交州では刺史の張牧が病没し、土豪の李長仁が反乱を起こして、北来の人々を殺害していた。李長仁が徐爰の名を聞き知っていたことから、徐爰は李長仁を智計でたぶらかし、災禍のかかるのをまぬかれた。長らくして明帝の命を聞いて交州を離れ、そのまま南康郡丞に任じられた。
泰予元年（472年）、明帝が死去すると、徐爰は建康に帰り、南済陰郡太守に任じられ、中散大夫の位を受けた。元徽3年（475年）、徐爰は死去した。享年は82。著書に『繋辞注』2巻・『礼記音』2巻・『宋書』65巻・『家儀』1巻・『皇覧目』4巻・『射雉賦注』1巻・『雑逸書』22巻および『文集』10巻があり、当時に通行した。

## 伝記資料
- 『宋書』巻94 列伝第54
- 『南史』巻77 列伝第67